# Beján
Beján (llamada oficialmente San Paio de Bexán) es una parroquia española del municipio de Cospeito, en la provincia de Lugo, Galicia.

## Otras denominaciones
La parroquia también es conocida por el nombre de San Paio de Rubiños.

## Organización territorial
La parroquia está formada por diez entidades de población:
- Aldea
- Bogalloso
- Cal
- Folgueira (As Folgueiras)
- Fontela
- Pacio (O Pacio)
- Pedralba
- Pereira Corval
- Rodeiro
- Vilaboa

## Demografía
| Gráfica de evolución demográfica de Beján entre 2000 y 2019 |
|                                                             |
| Datos según el nomenclátor publicado por el INE.            |